# Міхно Микола Михайлович
Міхно Микола Михайлович (16 грудня 1907, Павлоград — 16 грудня 1975, Одеса) — командир 46-ї гвардійської танкової бригади 9-го гвардійського механізованого корпусу, 6-ї гвардійської танкової армії, 3-го Українського фронту, гвардії полковник.

## Біографія
Народився 16 грудня 1907 року в місті Павлограді Дніпропетровської області в сім'ї службовця. Українець. Член КПРС з 1932 року. Закінчив десять класів середньої школи. Працював в селищі Самойловка Близнюківського району Харківської області.
У 1931 році призваний до лав Червоної Армії. Закінчив два курси Військово-політичної академії. У 1943 році закінчив курси удосконалення командного складу при Військовій академії бронетанкових і механізованих військ.
18 березня 1945 при прориві фашистської оборони на захід від міста Будапешта 46-а гвардійська танкова бригада під командуванням гвардії підполковника М. М. Міхно, подолавши запеклий опір противника, вирвалася вперед. Пройшовши в танковому рейді біля 300 кілометрів по ворожих тилах, звільнила понад 20 населених пунктів, перетнула кордон з Австрією і вийшла на підступи до міста Вінер-Нейштадт.
За час рейду, що тривав з 18 по 31 березня 1945 року, було знищено понад 1500 фашистських солдатів і офіцерів, 81 танк, 26 гармат, понад 300 автомашин, взято в полон до 2000 фашистів.
В іншому бою М. М. Міхно, перебуваючи в головному танку, увірвався в танкову колону противника. Танкісти бригади, наслідуючи приклад командира, в короткій сутичці, знищили і захопили 76 ворожих танків і самохідних гармат.
Указом Президії Верховної Ради СРСР від 28 квітня 1945 року за вміле командування танковою бригадою і проявлені при цьому особисту мужність і героїзм гвардії підполковнику Миколі Михайловичу Міхну присвоєно звання Героя Радянського Союзу з врученням ордена Леніна і медалі «Золота Зірка» (№ 6395).
Після закінчення Великої Вітчизняної війни продовжував службу в армії. З 1951 року полковник М. М. Міхно — в запасі. Жив в Одесі. Помер 16 грудня 1975 року. Похований в Одесі на Таїровському кладовищі.
Нагороджений орденом Леніна, орденом Червоного Прапора, орденом Олександра Невського, орденом Вітчизняної війни 2-го ступеня, орденом Червоної Зірки, медалями.